# Simulium flavigaster
Simulium flavigaster es una especie de insecto del género Simulium, familia Simuliidae, orden Diptera.
Fue descrita científicamente por Rubtsov, 1969.